# Vedere expandată

Vedere expandată a unei

O vedere expandată este o imagine schematică sau desen tehnic a unui obiect, care arată relația sau ordinea de asamblare a diferitelor părți.
În cazul unei imagini a unui obiect tridimensional imaginea arată componentele obiectului ușor distanțate unele de altele, aparent suspendate în spațiu. Un obiect este reprezentat de parcă în interiorul obiectului ar fi existat o mică explozie, determinând separarea părților obiectului la o oarecare distanță între ele (de obicei egală) între pozițiile lor inițiale.
Vederile expandate sunt utilizate în cataloagele de piese, manualele de asamblare și întreținere și în alte materiale de instruire.
O vedere expandată este de obicei prezentată de sus și ușor în diagonală din partea stângă sau dreaptă a desenului, v. alături desenul expandat al unei pompe cu roți dințate: pompa este văzută puțin de sus și este prezentată pe diagonala principală a desenului (SW–NE).

## Generalități

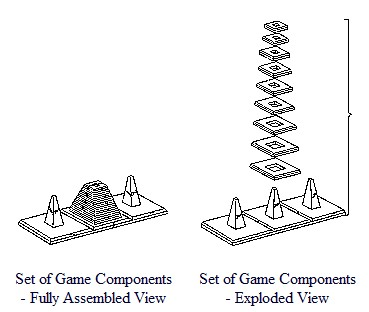
Imagine a obiectului asamblat și imaginea sa expandată într-un desen dintr-un brevet de invenție

Un desen de tip vedere expandată este un desen care arată modul intenționat de asamblare a pieselor mecanice sau de altă natură. Acesta arată toate părțile ansamblului și modul în care se potrivesc împreună. De obicei în sistemele mecanice componenta cea mai apropiată de centru este asamblată mai întâi sau este partea principală în care sunt asamblate celelalte părți. Acest desen poate ajuta și la reprezentarea ordinii demontării pieselor, cele dinspre exteriorul desenului sunt în mod normal demontate primele.
Diagramele expandate sunt frecvente în manualele descriptive care arată amplasarea pieselor sau piesele conținute într-un ansamblu sau subansamblu. De obicei, astfel de diagrame au numărul de identificare a piesei și o etichetă care indică care piesă este cea dintr-o anumită poziție particulară din diagramă. Multe aplicații de tip foaie de calcul pot crea automat diagrame expandate, cum ar fi diagrame circulare expandate.
În unele documentații ale brevetelor de invenție părțile separate ale obiectului din vederile expandate pot fi grupate cu o acoladă pentru a arăta relația sau ordinea de asamblare a diferitelor părți, v. imaginea. Când o vizualizare expandată este afișată într-o figură care se află pe aceeași foaie cu o altă figură, vizualizarea expandată trebuie plasată între paranteze.
Vederile expandate pot fi folosite și în desenul de arhitectură, de exemplu în prezentarea peisajului. O vedere expandată poate crea o imagine în care elementele sunt suspendate „în aer” deasupra planului de arhitectură, aproape ca într-o pictură cubistă. Indicarea amplasării elementelor se poate face prin umbriri sau puncte pe planul de arhitectură.

## Istoric

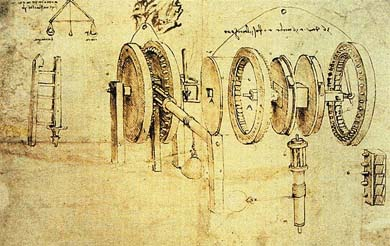
Vedere expandată de Leonardo da Vinci

Împreună cu vederile secționate, vederile expandate se număra printre numeroasele invenții grafice ale Renașterii, care au fost dezvoltate pentru a clarifica reprezentarea picturală într-un mod natural nou. Vederile expandate apar în caietele de la începutul secolului al XV-lea ale lui Taccola (1382–1453) și au fost perfecționate de Francesco di Giorgio (1439–1502) și Leonardo da Vinci (1452–1519).
Unul dintre primele exemple clare ale unei vederi expandate a fost creat de Leonardo în desenul său al unei mașini cu mișcare alternativă. Leonardo a aplicat această metodă de prezentare în alte câteva studii, inclusiv în cele despre anatomia umană.
Termenul de vedere expandată a apărut în anii 1940 șia fost definit prima dată în 1965 drept „ilustrație tridimensională (izometrică) care arată relațiile de împerechere ale pieselor, subansamblelor și ansamblurilor superioare. Poate arăta, de asemenea, secvența de asamblare sau demontare a pieselor de detaliu.”